# پتروف ۴۷۸۵
سیارک ۴۷۸۵ (به انگلیسی: 4785 Petrov، نامگذاری:1984YH1) چهار هزار و هفتصد و هشتاد و پنجمین سیارک کشف شده‌است که در ۱۷ دسامبر ۱۹۸۴ کشف شد.
قدر مطلق سیارک برابر ۱۳٫۲۰ است.